# Draaksteken

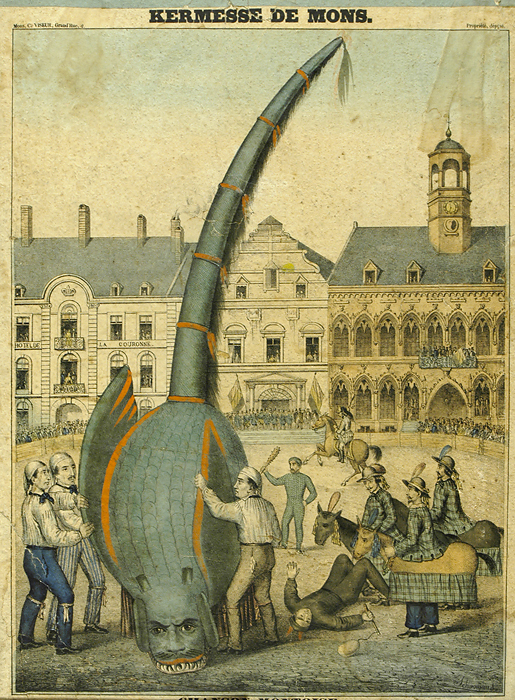
Draaksteken in Mons (België), gravure uit de negentiende eeuw

Het draaksteken is een oude traditie binnen de volksvermakelijkheden, waarbij een nagemaakte draak door een heldhaftige figuur wordt neergestoken. De draak symboliseert het kwade, de held het goede. Binnen de ritus van de Rooms-Katholieke Kerk worden de aartsengel Michaël en de heilige Joris (ook wel Sint-Joris of Sint-Gregorius) als drakendoders neergezet. In veel (middeleeuwse) openluchtspelen en processies, kwam de draak dan ook naar voren in combinatie met een van deze twee heiligen. Schuttersgilden speelden - als beschermers van de gemeenschap - vaak een belangrijke rol in deze spelen.
In heden en verleden werd/wordt het draaksteken in veel plaatsen gedaan, in heel Europa. In Nederland is het sinds een aantal decennia alleen nog in Beesel en Heel te zien. In Heel is men dichter bij de traditionele rituelen gebleven en heeft het draaksteken meer een lokaal karakter. 
In Beesel is het draaksteken uitgegroeid tot een massaspel in een openluchttheatervoorstelling over de legende van Sint-Joris en de Draak. Eens in de zeven jaar staat Beesel in het teken van deze oeroude strijd tussen goed en kwaad. Op 14 december 2012 werd het Draaksteken in Beesel officieel toegevoegd aan de Nationale Inventaris van het Immaterieel Cultureel Erfgoed in Nederland.

## Draaksteken in Beesel

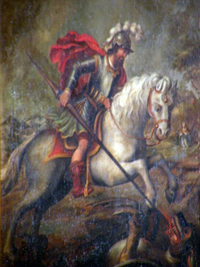
Sint-Joris verslaat de draak, naar een schilderij in de Sint Gertrudiskerk te Beesel.

De draak teistert al jaren een nederzetting en neemt steeds de schapen (e.d.) tot zich als voedsel. De bewoners weten er geen raad mee. Dan is de draak een tijd rustig geweest en als die daarna terugkomt en weer schapen opeist, vindt het volk dat er wat aan gedaan moet worden. Ze gaan raad vragen aan de koning die na een strijdlustige tocht met zijn leger zwaar gehavend terugkeert. De koning maakt het volk wijs dat hij de draak heeft gedood, maar het volk komt er snel achter dat dit niet waar is. De draak heeft het leger achtervolgd en komt het dorp binnenvallen.
Als de veestapel zodanig is geslonken dat de honger niet meer kan worden gestild, wordt besloten ook dagelijks een mensenkind te offeren. Door loting wordt bepaald wie dit trieste lot zou treffen. Niemand wordt van loting vrijgesteld. Op zekere dag valt het lot op de enige dochter van de koning. Op het moment dat de prinses bij de poel arriveert om zich door het monster te laten verslinden, verschijnt Georgius (St. Joris) ten tonele die de draak onverschrokken te lijf gaat.

### Historische optocht
In 2002 trok voor het eerst een bonte historische stoet door de straten van Beesel. Meer dan duizend personen namen aan de optocht deel en ruim 30.000 toeschouwers stonden langs de route. De editie in 2009 trok ongeveer eenzelfde aantal bezoekers naar de optocht. In 2016 vond deze optocht plaats op zondag 21 augustus.

### De locatie
De locatie van het spel ligt in de omgeving van Kasteel Nieuwenbroeck in het centrum van Beesel. Daar wordt een tijdelijk openluchttheater gebouwd met een kasteel, een dorpje en uitkijktorens. Het volksspel werd in 2002 uitgevoerd door meer dan 500 'acteurs', voornamelijk inwoners van het kerkdorp Beesel, en 15.000 bezoekers kwamen de voorstelling bekijken.
In 2016 speelden opnieuw zo'n 400 acteurs zes voorstellingen voor een uitverkocht huis. De regie stond in deze editie onder leiding van Jolanda Jonkers.
Deze bracht enkele opvallende veranderingen in het spel, dat nu bijvoorbeeld gespeeld wordt in een soort arena (tussen de twee tribunes in). Sint-Joris kreeg een grotere rol in het spel, en de licht- en geluidstechniek werd flink verbeterd.
Ook het kasteel en draak kregen voor deze editie een flinke opknapbeurt.

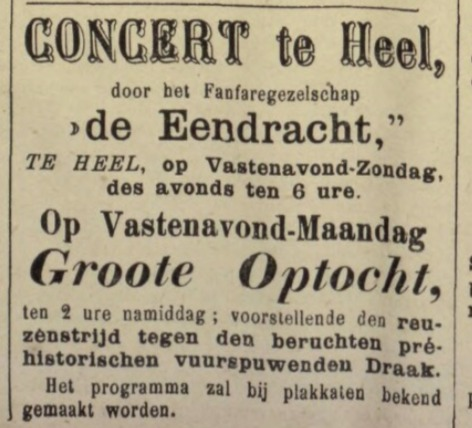
Optocht in 1885 met Den beruchten, prehistorischen en vuurspuwenden draak

## Draaksteken in Heel

### Legende

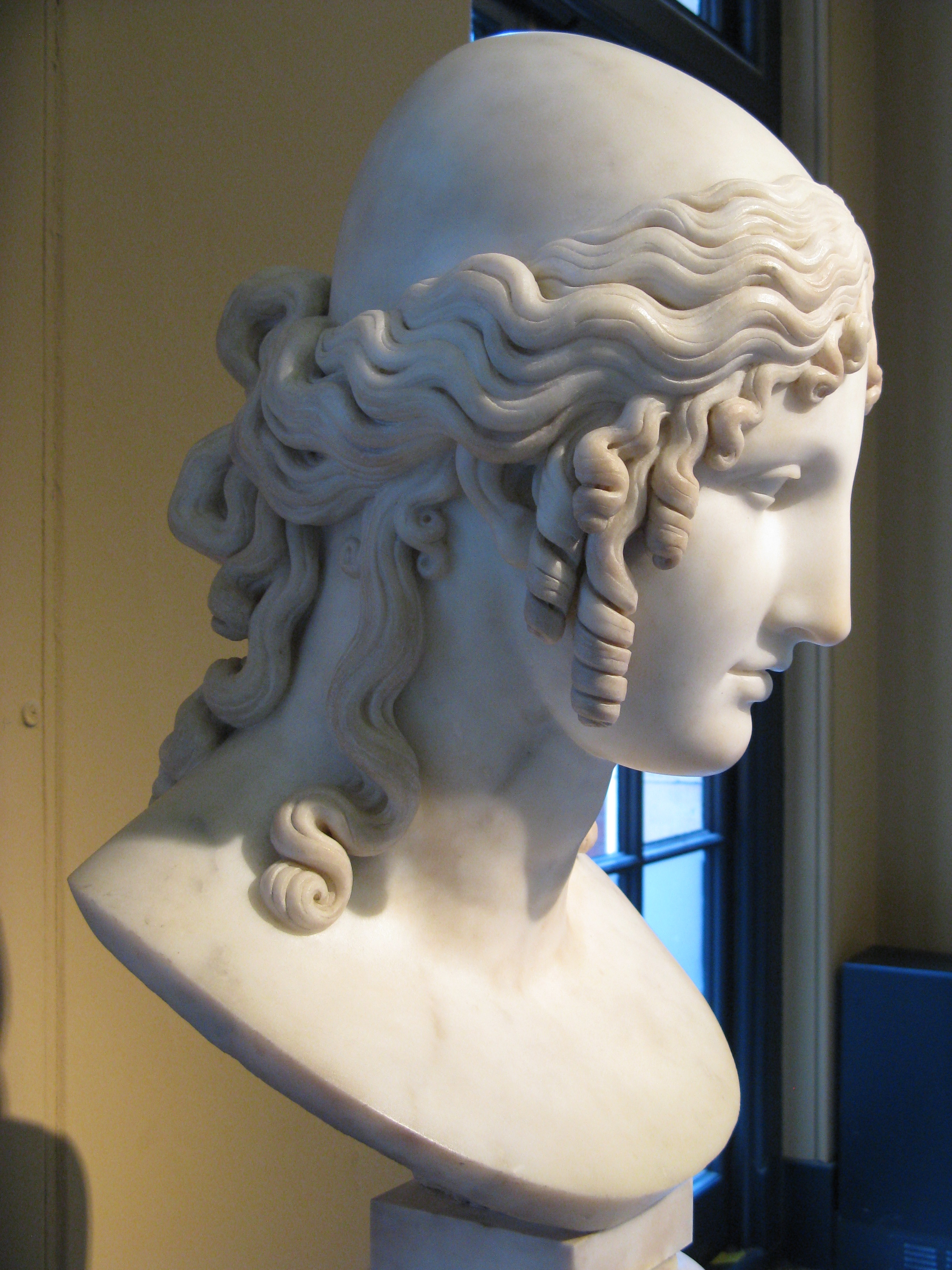
De Godin Helena

De legende van de Heelder draak wijkt af van de officiële versie van Sint-Joris. In een gebied met de veldnaam Broekbemden of Gehenne (huidige nieuwbouwwijk Sleydal), bevond zich volgens de overlevering een Romeins beeld van de godin Helena. Dit beeld zou van grote waarde zijn en vaak werd geprobeerd het beeld op te graven. Onder de wortels van een eeuwenoude eik verborg zich echter een draak, die pas tevoorschijn kwam als er opgravingspogingen gedaan werden. Als straf deed het monster een verslindende uitval naar de dorpsbewoners, of zorgde voor tal van rampen. Toen op een zeker moment een jonkvrouw van het kasteel van Heel op het punt stond om aangevallen te worden, verscheen een onbekende ridder die het ondier doodde. In triomftocht werd de dode draak vervolgens door de straten van Heel gedragen.
Het is niet bekend of deze versie een aanpassing is van Heeldenaar Jean Bongaerts aan het einde van de 19e eeuw, van pater dr. René Ritzen uit Heerlen in 1935, of dat het op een nog ouder volksverhaal berust. De legende vertoont wel de klassieke kenmerken van heiligen- en heldenverhalen.

### Heelder draaksteken in de 19e eeuw
De oudste schriftelijke aanwijzing voor draaksteken in Heel staat in een notulenboek van schutterij Sint Sebastianus uit 1844. Hierin staan tot 1914 onder andere ook kosten en opbrengsten van het draaksteken opgenomen. 
De schutterij nam de draak mee in de kermisprocessie, vermoedelijk als symbool van het kwaad. Aansluitend werd op het dorpsplein De Linj de draak gestoken door de koning van de schutterij met eene houten peek of lans. De draak viel dan neer en spuwde vuur, door een lont met nat kruyt. Ook werden er kamerschoten afgegeven, als teken dat de draak dood was. Na de processie had de schutterij het recht om de standgelden van de kermisexploitanten te innen. Dit gebeurde ook op een ludieke manier, met behulp van de draak.
Niet alleen de opbrengsten waren voor de schutterij, ook de kosten. Zo moest de schutterij een draak laten vlechten van wilgentenen, en werd de persoon die in de draak moest lopen betaald. Verder keren er regelmatig kosten terug voor de muzikale begeleiding, zijnde een tweetal tamboers. 
Van het draaksteken vóór de 19e eeuw zijn geen bronnen bewaard gebleven. Wel is het is opmerkelijk dat een Sebastianusgilde een drakencultus heeft. In een onderzoek van L. Okken uit 1974 blijkt dat in alle 25 plaatsen in de Zuidelijke Nederlanden waar een draak in de processie meeging, een jonge schutterij van Sint-Joris hiervoor verantwoordelijk was. Mogelijkerwijs heeft schutterij St. Sebastianus de draak geërfd van een Heelse schutterij die St. Joris heette. In 18e-eeuwse processtukken wordt namelijk St. Sebastianus als "de Oude Compagnie" aangeduid. Er moet in die tijd dus ook een jonge schutterij bestaan hebben. Wellicht had die de naam van St. Joris en is toen dit gilde om welke reden dan ook ter ziele ging, de draak bij St.Sebastianus terechtgekomen. Dit blijft een hypothese omdat over een schutterij St. Joris in Heel niets bekend is.
In het laatste kwart van de 19e eeuw wordt de Heelder draak ook ten tonele gevoerd met carnaval. De krant de Maas- en Roerbode maakt in 1879 voor het eerst melding van een optocht met een draak. Na afloop waren er volksvermakelijkheden als zaklopen, ringsteken, gansrijden en ossenharddraverijen. De draak zorgde wel voor afgunst, en werd regelmatig gestolen door de buurdorpen Beegden en Wessem. In 1891 stelde de marechaussee zelfs een onderzoek in. 
Hoogtepunt was de carnavalsstoet van 1897. Volgens de krant de Nieuwe Koerier, was ..de draak gezeten op de stoomfiets en werd hij vergezeld door onder andere Chinezen met lampekappen op hun hoofd. In dat jaar werd ook de eerste carnavalskrant Den Draak uitgebracht, waarin ook het oudst bekende carnavalsliedje van Heel was opgenomen

### Draaksteken in de 20e eeuw
Na 1914 verdween het gebruik van de schutterij om de draak in de processie mee te voeren en er de standgelden mee te incasseren. Onder invloed van kerk en economische crisis waren er tijdens het interbellum weinig carnavalsactiviteiten, en de draak trok alleen nog in de carnavalsoptochten van 1934 en 1935 door het dorp. 
In augustus 1935 werd wel een groot openluchtspel georganiseerd, waarover in de Nieuwe Koerier veel publicaties verschenen. Hoewel het folkloristisch karakter geprezen werd, was de kritiek op de toneelprestaties niet mals.
Wellicht is dit de reden dat het draaksteken in Heel hierna nooit meer als groots opgezet openluchtspel werd uitgevoerd, zoals in Beesel.

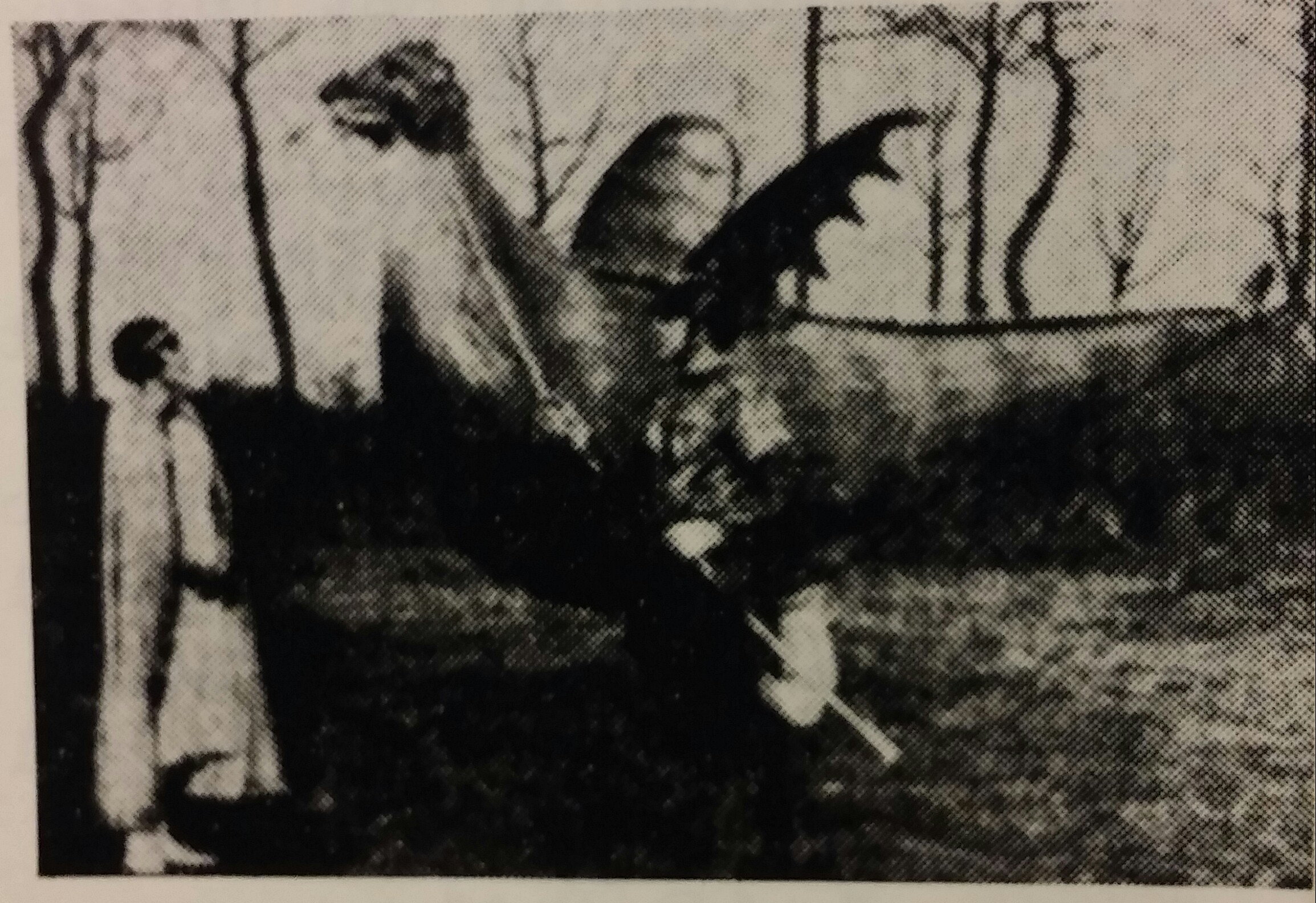
Openluchtspel in 1935

### Heden
In 2000 werd de drakentraditie hersteld in de jaarlijkse processie op de eerste zondag van september. Toen nam ook schutterij Sint Sebastianus het beheer weer op, en begeleidt ze de draak tijdens de religieuze stoet. Na afloop wordt hij als vanouds door de koning van de schutterij gestoken, nadat deze eerst drie keer rond de draak gelopen is. Op het moment dat de koningssabel in het beest verdwijnt, klinken er drie kamerschoten. Als de draak gedood is, dansen de kinderen die dat jaar hun eerste heilige communie gedaan hebben een traditionele reidans rond het verslagen monster.

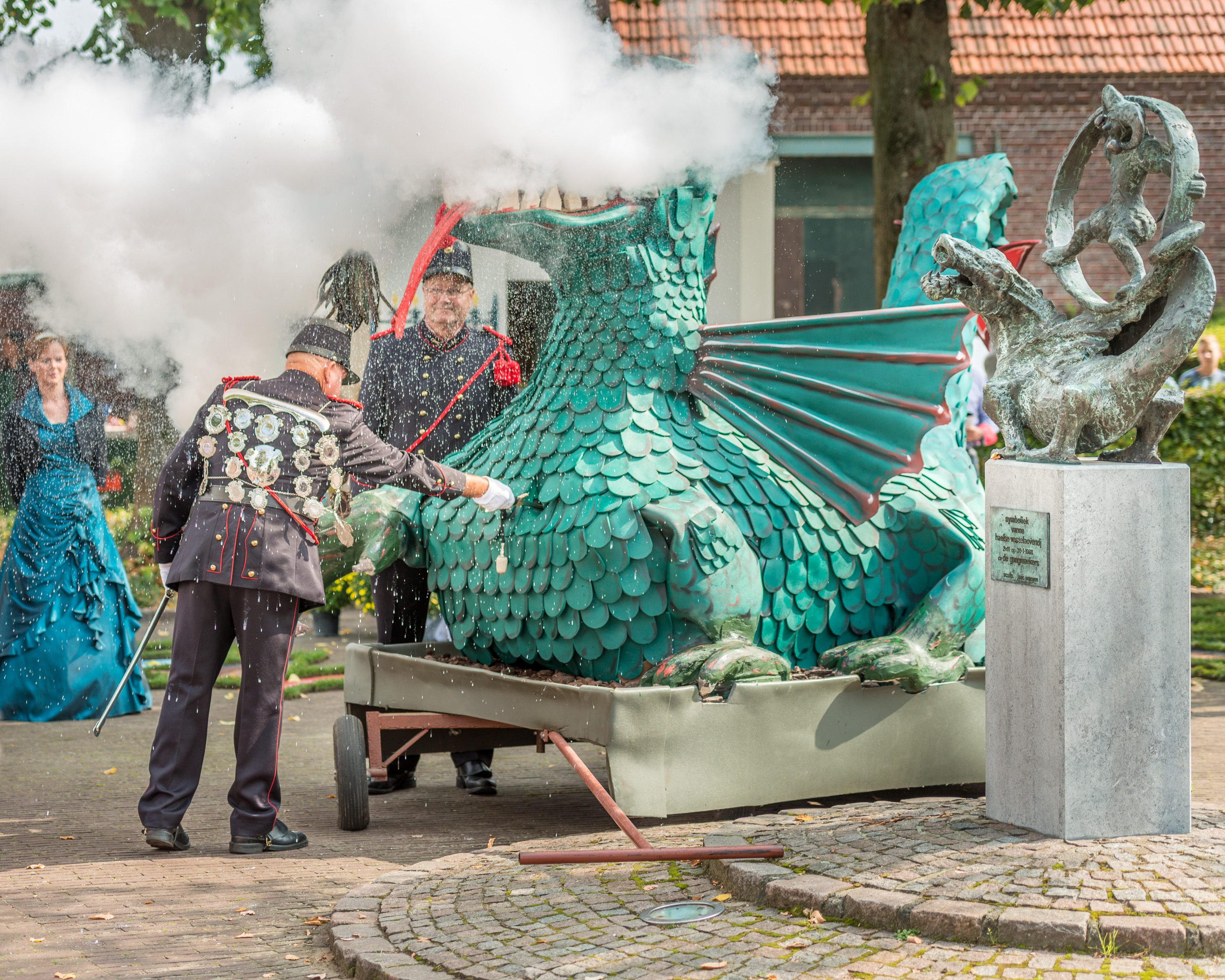
Draaksteken

### Carnaval
Met carnaval heeft carnavalsvereniging De Gangmaekers zich over de drakenlegende ontfermd. Als rechtsopvolger van een carnavalsvereniging Den Draak, die medio jaren ’60 ter ziele ging.
De carnavalskrant heet traditioneel Den Draak en de symboliek van de Heelder vastenavond is een beeldje op het dorpsplein, dat een draak en een nar in een rad (gangmaker) voorstelt. Eenzelfde beeldje van een zilverlegering in miniatuur, vormt de scepter van prins carnaval.

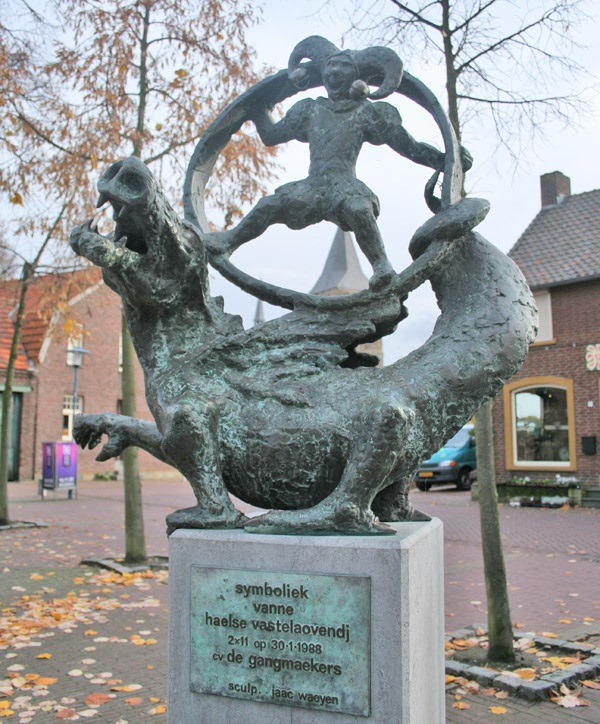
Symboliek van de Heelder vastenavond met draak en gangmaker

De draak trekt nog elk jaar in de optocht op carnavalszondag mee als onderdeel van de prinsenwagen. Een aantal jaren geleden werd zelfs het liedje uit 1897 onder het stof uitgehaald, dat handelt over de drakenoptocht van dat jaar. Voor zover bekend, is dit het oudste liedje in de provincie Limburg waar het woord vastelaovendj (vastenavond, carnaval) in voorkomt.
	